# Авдеева, Юлианна Андреевна
Юлианна Андреевна Авде́ева (род. 3 июля 1985, Москва) — российская пианистка.

## Биография
С пятилетнего возраста занималась в Московской средней специальной музыкальной школе имени Гнесиных в классе Елены Петровны Ивановой, затем окончила Государственное музыкальное училище им. Гнесиных. Училась в Российской академии музыки у В. М. Троппа, затем окончила Университет искусств г. Цюриха у Константина Щербакова, работала ассистентом в его классе. Становилась лауреатом различных детско-юношеских исполнительских конкурсов начиная с 1994 г., была стипендиатом Федеральной целевой программы «Одарённые дети».
Лауреат многочисленных международных конкурсов, среди которых состязания пианистов в Бремене (2003) и в Женеве (2006).
В 2010 г. одержала победу на шестнадцатом Международном конкурсе пианистов имени Шопена в Варшаве, получив также дополнительный приз за лучшее исполнение сонаты.
В настоящее время даёт концерты в России (Москве, Санкт-Петербурге, Перми …) и в других странах мира, включая Польшу, Австрию, Великобританию, Финляндию, Францию, Германию, Грецию, Италию, Бельгию, США, Японию, Израиль и ЮАР.

## Записи концертов, представленные в интернете
| Дата         | Место проведения                                                            | Программа                                                |
| ------------ | --------------------------------------------------------------------------- | -------------------------------------------------------- |
| 2013-11-19   | Studio 2 des Bayerischen Rundfunks, München, Deutschland                    | Joseph Haydn, Sergej Prokofjew, Frederic Chopin          |
| 2013-11-08   | Helsinki Music Centre                                                       | Johannes Brahms: Piano Concerto No. 1 in D Minor, Op. 15 |
| 2010.10.6-19 | 16-й Международный конкурс пианистов имени Фредерика Шопена, Warsaw, Poland | Fryderyk Chopin                                          |

## Дискография
- Chopin. Piano Concertos 1&2[8]
- Chopin. Piano Concerto E minor, Sonata in B flat minor, Mazurkas[9]
- Yulianna Avdeeva, piano — Schubert, Prokofiev, Chopin[10].